# Любень (Великопольське воєводство)
Любень (пол. Lubień) — село в Польщі, у гміні Медзіхово Новотомиського повіту Великопольського воєводства.
Населення — 36 осіб (2011).
У 1975-1998 роках село належало до Гожовського воєводства.

## Демографія
Демографічна структура станом на 31 березня 2011 року:
|          | Загалом | Допрацездатний вік | Працездатний вік | Постпрацездатний вік |
| -------- | ------- | ------------------ | ---------------- | -------------------- |
| Чоловіки | 19      | 2                  | 15               | 2                    |
| Жінки    | 17      | 5                  | 11               | 1                    |
| Разом    | 36      | 7                  | 26               | 3                    |